# Guillem Magret

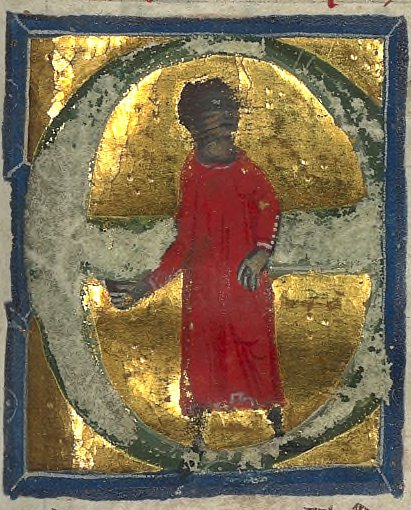

Guillem Magret o Guilhem Magret (fl. 1195-1210) è stato un trovatore e giullare originario del Viennois.

## Vita e opere
Secondo quando viene riportato nella sua vida, egli era un giocatore d'azzardo e un gabelliere, con la possibilità di spendere tutto ciò che guadagnava frequentando taverne e giocando, finendo per trovarsi sempre male in arnese. In Maigret, pujat m'es el cap, una tenso con Guillem Rainol d'At, egli viene disprezzato dal suo collega interlocutore come un joglar vielh, nesci, badoc: "un giullare vecchio, stupido e sciocco". Nonostante questo, il suo biografo annota che egli fosse benvoluto e rispettato e le sue canzoni erano "buone".
Guillem viaggiò molto in Spagna, soggiornando alla corte di Pietro II di Aragona e in quella di Alfonso IX di León. Alla fine entrò nell'ordine degli ospitalieri spagnoli, nelle terra del "signor Roiz Peire dels Gambiaros" (probabilmente Pedro Ruiz de los Cameros), e qui terminò i suoi giorni. Le date che possono essere stabilite per la vita di Guillem sono il 1196, quando compose una canzone sulla morte di Alfonso II e la successione di Pietro II nell'Aragona, e il 1204, quando scrisse una canzone per celebrare l'incoronazione a novembre di Pietro da parte di papa Innocenzo III a Roma.
Guillem ci ha lasciato otto poesie, di cui un sirventes e una canso con melodie, mentre la musica è ricca, mutevole, variata nel motivo e intessuta di neumi. L'aigue puge contremont contiene quattro insoliti salti Si–Fa, che Guillem probabilmente pensava come motivo.
Magret viene menzionato nella Leandreride e nel commentario latino dei Documenti d'amore di Francesco da Barberino.

### Componimenti[1]

#### Cansos
- Atrestan be·m tenc per mortal
- Enaissi·m pren cum fai al pescador[2] (con notazione musicale nel ms. W)
- Ma dompna·m ten pres
- Trop meilhs m'es pres qu'a'n Golfier de las Tors

#### Cobla esparsa
- Non valon re coblas ni arrazos

#### Sirventes
- Aigua pueia contramon[3] (con notazione musicale nel ms. W)
- Mout mi plai quan vey dolenta[4]

#### Tenso
- Magret, pujat m'es el cap (con Guillem Rainol d'At)

#### Componimenti contesi ad altri trovatori
- Aissi quon hom que senher ochaizona[5] (canso di Berenguier de Palazol)